# Campionato asiatico maschile under 19 di calcio 2012
Il Campionato asiatico di calcio Under-19 2012 (in lingua inglese 2012 AFC U-19 Championship) è stato la 37ª edizione del torneo organizzato dalla Asian Football Confederation e riservato a squadre nazionali formate da giocatori al di sotto dei 19 anni di età. La fase finale si è svolta negli Emirati Arabi Uniti dal 3 al 17 novembre 2012. La Corea del Sud ha vinto il titolo per la dodicesima volta, battendo in finale l'Iraq. Le quattro semifinaliste si sono qualificate per il Campionato mondiale di calcio Under-20 2013.

## Paese organizzatore
L'AFC ha assegnato l'organizzazione del torneo agli Emirati Arabi Uniti il 23 novembre 2011. Anche Bangladesh, Iran, Palestina e Uzbekistan avevano presentato le proprie candidature.

## Stadi
| Fujaira Club Stadium  | Fujaira Club Stadium | Fujaira Club Stadium | Emirates Club Stadium | Emirates Club Stadium | Emirates Club Stadium |
| Capienza: 5.000       | Capienza: 5.000      | Capienza: 5.000      | Capienza: 3.000       | Capienza: 3.000       | Capienza: 3.000       |
| Fujaira Ras al-Khaima |                      |                      |                       |                       |                       |

## Squadre qualificate
- Arabia Saudita
- Australia
- Cina
- Corea del Nord

- Corea del Sud
- Emirati Arabi Uniti
- Giappone
- Giordania

- Iran
- Iraq
- Kuwait
- Qatar

- Siria
- Thailandia
- Uzbekistan
- Vietnam

## Fase a gironi

### Gruppo A
| Pos. | Squadra             | Pt | G | V | N | P | GF | GS | DR |
| ---- | ------------------- | -- | - | - | - | - | -- | -- | -- |
| 1.   | Iran                | 7  | 3 | 2 | 1 | 0 | 9  | 1  | +2 |
| 2.   | Giappone            | 4  | 3 | 1 | 1 | 1 | 1  | 2  | -1 |
| 3.   | Emirati Arabi Uniti | 3  | 3 | 0 | 3 | 0 | 2  | 2  | 0  |
| 4.   | Kuwait              | 1  | 3 | 0 | 1 | 2 | 1  | 8  | -7 |

| Arbitro: | Banjar Al-Dosari |

|            |           |              |
| Rashid 34’ | Marcatori | 46’ Al-Fahad |

| Arbitro: | Malik Abdul Bashir |

|  |           |                      |
|  | Marcatori | 2’ Barzay 56’ Fazeli |

| Arbitro: | Ali Sabbagh |

|  |           |               |
|  | Marcatori | 45+2’ Iwanami |

| Arbitro: | Liu Kwok Man |

|                 |           |           |
| Jahanbakhsh 69’ | Marcatori | 83’ Saeed |

| Ras al-Khaima 7 novembre 2012, ore 21:00 UTC+4 | Emirati Arabi Uniti | 0 – 0 referto | Giappone | Emirates Club Stadium (5.700 spett.)\| Arbitro: \| Peter Green \| |
| Arbitro:                                       | Peter Green         |               |          |                                                                   |

| Arbitro: | Kim Dong-jin |

|                                                                     |           |  |
| Mashayzadeh 28’ Pahlevan 53’ Azmoun 58’ Fazeli 65’, 78’ Cheshmi 75’ | Marcatori |  |

### Gruppo B
| Pos. | Squadra       | Pt | G | V | N | P | GF | GS | DR |
| ---- | ------------- | -- | - | - | - | - | -- | -- | -- |
| 1.   | Iraq          | 7  | 3 | 2 | 1 | 0 | 5  | 1  | +4 |
| 2.   | Corea del Sud | 7  | 3 | 2 | 1 | 0 | 3  | 1  | +2 |
| 3.   | Thailandia    | 3  | 3 | 1 | 0 | 2 | 3  | 6  | -3 |
| 4.   | Cina          | 0  | 3 | 0 | 0 | 3 | 2  | 5  | -3 |

| Fujaira 3 novembre 2012, ore 15:00 UTC+4 | Corea del Sud   | 0 – 0 referto | Iraq | Fujaira Club Stadium (300 spett.)\| Arbitro: \| Ravshan Irmatov \| |
| Arbitro:                                 | Ravshan Irmatov |               |      |                                                                    |

| Arbitro: | Yousef Al-Marzouq |

|                 |           |                              |
| Feng Gang 90+1’ | Marcatori | 84’ Notchaiya 87’ Thongkruea |

| Arbitro: | Abdullah Al Hilali |

|                       |           |                |
| Abdul-Raheem 43’, 62’ | Marcatori | 38’ Wu Xinghan |

| Arbitro: | Alireza Faghani |

|               |           |                                     |
| Puangchan 64’ | Marcatori | 22’ Huh Yong-Joon 72’ Kim Seung-Jun |

| Arbitro: | Malik Abdul Bashir |

|                    |           |  |
| Moon Chang-Jin 80’ | Marcatori |  |

| Arbitro: | Banjar Al-Dosari |

|  |           |                                               |
|  | Marcatori | 11’ (rig.) Hattab 49’ Shokan 52’ Abdul-Raheem |

### Gruppo C
| Pos. | Squadra        | Pt | G | V | N | P | GF | GS | DR  |
| ---- | -------------- | -- | - | - | - | - | -- | -- | --- |
| 1.   | Uzbekistan     | 7  | 3 | 2 | 1 | 0 | 8  | 2  | +6  |
| 2.   | Giordania      | 5  | 3 | 1 | 2 | 0 | 8  | 5  | +3  |
| 3.   | Corea del Nord | 4  | 3 | 1 | 1 | 1 | 6  | 3  | +3  |
| 4.   | Vietnam        | 0  | 3 | 0 | 0 | 3 | 2  | 14 | -12 |

| Arbitro: | Peter Green |

|                |           |             |
| Ri Ji-Song 76’ | Marcatori | 90’ Qwaider |

| Arbitro: | Minoru Tojo |

|                                            |           |  |
| Fomin 28’ Sergeev 45+1’, 79’ Hakimov 90+1’ | Marcatori |  |

| Arbitro: | Mohamed Al-Zarouni |

|                              |           |                    |
| Awad 49’ Rahmanov 65’ (aut.) | Marcatori | 60’, 90+4’ Sergeev |

| Arbitro: | Yousef Al-Marzouq |

|  |           |                                                                                          |
|  | Marcatori | 3’ Kang Nam-Gwon 22’ Pak Myong-Song 62’ Jong Kwang-Sok 75’ Jang Kuk-Chol 82’ Kim Ju-Song |

| Arbitro: | Ali Sabbagh |

|  |           |                         |
|  | Marcatori | 80’ Sergeev 83’ Hakimov |

| Arbitro: | Abdullah Al Hilali |

|                                           |           |                                                            |
| Nguyễn Xuân Nam 54’ Nguyễn Thanh Hiển 83’ | Marcatori | 52’, 87’ Qwaider 64’ Al-Bashtawi 73’ Rateb 90+1’ Al-Issawi |

### Gruppo D
| Pos. | Squadra        | Pt | G | V | N | P | GF | GS | DR |
| ---- | -------------- | -- | - | - | - | - | -- | -- | -- |
| 1.   | Australia      | 5  | 3 | 1 | 2 | 0 | 3  | 2  | +1 |
| 2.   | Siria          | 4  | 3 | 1 | 1 | 1 | 7  | 4  | +3 |
| 3.   | Arabia Saudita | 4  | 3 | 1 | 1 | 1 | 6  | 8  | -2 |
| 4.   | Qatar          | 3  | 3 | 1 | 0 | 2 | 4  | 6  | -2 |

| Arbitro: | Kim Dong-jin |

|             |           |  |
| Gameiro 11’ | Marcatori |  |

| Arbitro: | Mohamed Al-Zarouni |

|                  |           |                                           |
| A. Al-Shehri 30’ | Marcatori | 8’, 14’, 69’ Maowas 10’ Al-Taki 86’ Salem |

| Arbitro: | Minoru Tojo |

|                      |           |                                                       |
| Mohamed 20’ Badr 71’ | Marcatori | 8’ S. Al-Shehri 16’, 56’ Al-Muwallad 34’ A. Al-Shehri |

| Arbitro: | Ravshan Irmatov |

|            |           |             |
| Maowas 74’ | Marcatori | 81’ Gameiro |

| Arbitro: | Liu Kwok Man |

|               |           |                 |
| Gameiro 90+1’ | Marcatori | 57’ Al-Muwallad |

| Arbitro: | Alireza Faghani |

|              |           |                     |
| Al Mawas 68’ | Marcatori | 44’, 49’ Ahmed Alaa |

## Fase a eliminazione diretta

### Tabellone
|  | Quarti di finale | Quarti di finale | Quarti di finale |            |               | Semifinali    | Semifinali | Semifinali |  |  | Finale | Finale | Finale |  |
|  |                  |                  |                  |            |               |               |            |            |  |  |        |        |        |  |
|  | Iran             | Iran             | 1                |            |               |               |            |            |  |  |        |        |        |  |
|  | Iran             | Iran             | 1                |            |               |               |            |            |  |  |        |        |        |  |
|  | Corea del Sud    | Corea del Sud    | 4                |            |               |               |            |            |  |  |        |        |        |  |
|  | Corea del Sud    | Corea del Sud    | 4                |            | Corea del Sud | Corea del Sud | 3          |            |  |  |        |        |        |  |
|  |                  |                  |                  |            | Corea del Sud | Corea del Sud | 3          |            |  |  |        |        |        |  |
|  |                  |                  | Uzbekistan       | Uzbekistan | 1             |               |            |            |  |  |        |        |        |  |
|  | Uzbekistan       | Uzbekistan       | Uzbekistan       | Uzbekistan | 1             | 2 (3)         |            |            |  |  |        |        |        |  |
|  | Uzbekistan       | Uzbekistan       |                  |            |               |               |            |            |  |  |        |        |        |  |
|  | Siria            | Siria            | 2 (2)            |            |               |               |            |            |  |  |        |        |        |  |
|  | Siria            | Siria            | 2 (2)            |            | Corea del Sud | Corea del Sud | 1 (4)      |            |  |  |        |        |        |  |
|  |                  |                  |                  |            |               |               |            |            |  |  |        |        |        |  |
|  |                  |                  | Iraq             | Iraq       | 1 (1)         |               |            |            |  |  |        |        |        |  |
|  | Iraq             | Iraq             | Iraq             | Iraq       | 1 (1)         | 2             |            |            |  |  |        |        |        |  |
|  | Iraq             | Iraq             |                  |            |               |               |            |            |  |  |        |        |        |  |
|  | Giappone         | Giappone         | 1                |            |               |               |            |            |  |  |        |        |        |  |
|  | Giappone         | Giappone         | 1                |            | Iraq          | Iraq          | 2          |            |  |  |        |        |        |  |
|  |                  |                  |                  |            | Iraq          | Iraq          | 2          |            |  |  |        |        |        |  |
|  |                  |                  | Australia        | Australia  | 0             |               |            |            |  |  |        |        |        |  |
|  | Australia        | Australia        | Australia        | Australia  | 0             | 3             |            |            |  |  |        |        |        |  |
|  | Australia        | Australia        |                  |            |               |               |            |            |  |  |        |        |        |  |
|  | Giordania        | Giordania        | 0                |            |               |               |            |            |  |  |        |        |        |  |

### Quarti di finale
| Arbitro: | Abdul Malik Bashir |

|                              |                      |                           |
| Sergeev 44’ Toshpoʻlatov 76’ | Marcatori            | 38’ Mido 45+2’ Almawas    |
| Kozak Sobirxoʻjaev Hakimov   | Tiri di rigore 3 – 0 | Alkaddour Mobayed Almawas |

| Arbitro: | Minoru Tojo |

|                         |           |                                                                              |
| Alireza Jahanbakhsh 29’ | Marcatori | 2’ Moon Chang-Jin 49’ Lee Gwang-Hoon 81’ Kim Seung-jun 90+5’ Kwon Chang-Hoon |

| Arbitro: | Alireza Faghani |

|                       |           |  |
| Gameiro 10’ (55), 83’ | Marcatori |  |

| Arbitro: | Ravshan Irmatov |

|                       |           |            |
| Shwkan 34’ Kadhim 53’ | Marcatori | 48’ Yajima |

### Semifinali
| Arbitro: | Banjar Al-Dosari |

|                                                  |           |             |
| Kang Sang-Woo 51’, 76’ Moon Chang-Jin 61’ (rig.) | Marcatori | 66’ Sergeev |

| Arbitro: | Liu Kwok Man |

|                               |           |  |
| Abdul-Raheem 60’ Hantoosh 85’ | Marcatori |  |

### Finale
| Arbitro: | Mohamed Al Zarouni |

|                                                    |                      |                           |
| Moon Chang-Jin 90+3’                               | Marcatori            | 35’ Abdul-Raheem          |
| Kim Sun-Woo Ryu Seung-Woo Sim Sang-Min Woo Ju-Sung | Tiri di rigore 4 – 1 | Abbas Abdul-Raheem Hashim |

## Classifica marcatori
| Gol |  |  | Giocatore             | Squadra        |
| --- |  |  | --------------------- | -------------- |
| 7   |  |  | Igor Sergeev          | Uzbekistan     |
| 6   |  |  | Corey Gameiro         | Australia      |
| 6   |  |  | Mahmoud Maowas        | Siria          |
| 5   |  |  | Mohannad Abdul-Raheem | Iraq           |
| 4   |  |  | Moon Chang-Jin        | Corea del Sud  |
| 3   |  |  | Fahad Al-Muwallad     | Arabia Saudita |
| 3   |  |  | Belal Qwaider         | Giordania      |
| 3   |  |  | Hossein Fazeli        | Iran           |

## Premi
- Capocannoniere:  Igor Sergeev
- Miglior giocatore:  Mohannad Abdul-Raheem
- Miglior portiere:  Mohammed Hameed
- Premio Fair-play:  Iraq

## Squadre qualificate al Campionato mondiale Under-20
Le finaliste e le semifinaliste si qualificano di diritto per il Campionato mondiale di calcio Under-20 2013.
- Corea del Sud
- Iraq
- Uzbekistan
- Australia